# Дъбстеп
Дъбстепът (на английски: dubstep) е музикален стил от областта на и ди ем, произлизащ от гаража в Лондон в началото на 21 век. Отличава се с акцент върху басовите звуци с ниска честота и разредения фонов брейкбийт. Темпото е обикновено в порядъка на 138 – 142 удара в минута.
Името „дъбстеп“ е измислено от „Ammunition Promotions“. Дъбстепът започва да се разпространява по-усилено в края на 2005 и началото на 2006 г., главно с помощта на Интернет. По същото време се публикуват и материали за него в музикални списания и медии като „The Wire“ и „Pitchfork Media“. Интересът към дъбстепа се увеличава значително след като през януари 2006 г. диджей Мери Ан Хобс от BBC Radio 1 започва шоуто „Dubstep Warz“, посветено на него. Известни dubstep изпълнители:
Loefah, Skream, Mala, Pinch, Kode 9, Vex'd, Shackelton, The Bug, Mt Eden, AContrari, Plasticman, Milanese, Benga, Datsik, Rusko, 16bit, Skrillex, Flux Pavillion, Borgore, Burial, Caspa, Excision, Fytch, Nero, Zeds Dead, Modestep, Cutline, Noisia, Feed Me, Delta Heavy DC Breaks и др. За сега най-харесвания Дъбстеп е: Skrillex – First of the year, UKF Dubstep Mix – August,